# 여자 성주 나오토라
《여자 성주 나오토라》(일본어: おんな城主 直虎 おんなじょうしゅ なおとら[*])는 2017년 1월 8일부터 12월 17일까지 방송한 NHK의 56번째 대하드라마이다.

## 작품내용
도쿠가와 사천왕 중 한사람이자 히코네번의 번조 이이 나오마사를 길러낸 엔슈 이이노야의 여영주 이이 나오토라를 주인공으로 한 이야기이다.

## 등장인물

### 이이 가
오토와 - 시바사키 코우(어린시절：아라이 미우)

이이 나오모리 - 스기모토 텟타

치카 - 자이젠 나오미

이이 나오히라 - 마에다 긴

이이 나오미츠 - 우카지 타카시

카메노쇼 - 미우라 하루마(어린시절：후지모토 카나타)

시노 - 칸지야 시호리

토라마츠 - 스다 마사키(어린시절：테라다 코코로)

사나 - 하나후사 마리

### 이이 가의 가신
오노 마사나오 - 후키코시 미츠루

츠루마루 - 타카하시 잇세이

오노 겐바 - 이노우에 요시오

오쿠야마 토모토시 - 덴덴

나츠 - 야마구치 사야카

오쿠야마 로쿠자에몬 - 타나카 미오

나카노 나오요시 - 카케이 토시오

나카노 나오유키 - 야모토 유마

세토 호큐 - 무로 츠요시

### 료탄지
난케이 오쇼 - 코바야시 카오루

케츠잔 - 이치하라 하야토

코텐 - 코마츠 카즈시게

### 이이노야의 백성

#### 세토 촌
진베에 - 야마모토 가쿠

하치스케 - 야마나카 타카시

카쿠타로 - 마에하라 코우

#### 호다 촌
토미스케 - 키모토 타케히로

후쿠조 - 키노시타 타카유키

### 이마가와 가
이마가와 요시모토 - 슌푸테이 쇼타

이마가와 우지자네 - 오노에 마츠야

주케이니 - 아사오카 루리코

니이노 사마노스케 - 카리야 슌스케

아야메 - 미츠우라 야스코

### 도쿠가와 가

#### 도쿠가와 일문
도쿠가와 이에야스 - 아베 사다오

세나 - 나나오(유소기 - 니와 세이라)

타케치요 - 요시다 카이토

도쿠히메

#### 도쿠가와 가 가신
이시카와 카즈마사 - 나카무라 오즈노

사카이 타다츠구 - 미노스케

### 류운 당
류운마루 - 야기라 유야

모구라 - 마키 스포츠

리키야 - 마카베 토기

카지- 요시다 켄고

고쿠우- 마에다 코키

### 그 외
타카세 - 타카하시 히카루

마츠시타 조케이 - 와다 마사토

다케다 요시노부 - 오레노 그라피티

오다 노부나가 - 이치카와 에비조

나카무라 요다유 - 혼다 히로타로

## 방송

### 통상 방송 시간
- NHK 종합 텔레비전 : 일요일 20시 ~ 20시 45분
- NHK BS 프리미엄 : 일요일 18시 ~ 18시 45분
- (재방송) NHK종합 텔레비전 : 토요일 13시 05분 ~ 13시 50분

### 방송 일정
- 첫회는 60분 확대판

※ 아래의 파란색 숫자는 '최저 시청률'이고, 빨간색 숫자는 '최고 시청률'입니다.
| 방송회                              | 방송일    | 부제                                                    | 연출            | 기행 | 시청률 |
| ----------------------------------- | --------- | ------------------------------------------------------- | --------------- | --- | ------ |
| 제01회                              | 01월 8일  | 이이노야의 소녀 井伊谷の少女                            | 와타나베 카즈키 | 이이노야 성 유적(井伊谷城跡) (시즈오카현 하마마쓰시) 히코네성(彦根城) (시가현 히코네시)                          | 16.9%  |
| 제02회                              | 01월 15일 | 벼랑 위의 공주 崖っぷちの姫                             | 와타나베 카즈키 | 井殿の塚 (시즈오카 현 하마마쓰 시)                                                                               | 15.5%  |
| 제03회                              | 01월 22일 | 오토와 위기일발 おとわ危機一髪                          | 와타나베 카즈키 | 슨푸 성 공원(駿府城公園) (시즈오카 현 시즈오카시)                                                                | 14.3%  |
| 제04회                              | 01월 29일 | 여자에 지언정 지로호시 女子にこそあれ次郎法師           | 후쿠이 미츠히로 | 료탄지(龍潭寺) (시즈오카 현 하마마쓰 시)                                                                         | 16.0%  |
| 제05회                              | 02월 05일 | 카메노조 돌아 亀之丞帰る                                | 와타나베 카즈키 | 쇼겐지(松源寺, 나가노현 다카모리정) 데라노 로쿠쇼 신사(寺野六所神社, 시즈오카 현 하마마쓰 시)                    | 16.0%  |
| 제06회                              | 02월 12일 | 첫사랑의 갈림길 初恋の別れ道                            | 와타나베 카즈키 | 오쿠야마 호코지(奥山方広寺, 시즈오카 현 하마마쓰 시)                                                             | 14.5%  |
| 제07회                              | 02월 19일 | 검지가 왔다 検地がやってきた                            | 후쿠이 미츠히로 | 시즈오카 센겐 신사 (静岡浅間神社, 시즈오카 현 시즈오카 시)                                                       | 12.9%  |
| 제08회                              | 2월 26일  | 아기는 아직인가 赤ちゃんはまだか                        | 후쿠이 미츠히로 | 세이켄지(清見寺, 시즈오카 현 하마마쓰 시)                                                                        | 13.4%  |
| 제09회                              | 3월 5일   | 오케하자마에서의 죽음 桶狭間に死す                      | 후지나미 히데키 | 오케하자마 고전장 공원(桶狭間古戦場公園, 아이치현 나고야시) 료탄지(龍潭寺) (시즈오카 현 하마마쓰 시)             | 14.0%  |
| 제10회                              | 3월 12일  | 달려라 류구코조 走れ竜宮小僧                            | 후지나미 히데키 | 오카자키성(오카자키 공원, 岡崎公園内)(아이치 현 오카자키 시)                                                     | 12.5%  |
| 제11회                              | 3월 19일  | 안녕 사랑스러운 사람야 さらば愛しき人よ                 | 와타나베 카즈키 | 사마타케 신사(左馬武神社)(시즈오카 현 오마에자키시)                                                              | 13.7%  |
| 제12회                              | 3월 26일  | 여자 성주 나오토라 おんな城主直虎                       | 와타나베 카즈키 | 카케가와 고성 (掛川古城, 시즈오카 현 가케가와시) 이이 나오치카의 무덤 (井伊直親の墓, 시즈오카 현 하마마츠 시)    | 12.9%  |
| 제13회                              | 4월 2일   | 성주는 괴로워 城主はつらいよ                            | 와타나베 카즈키 | 만코지 (満光寺, 아이 치현 신시로시)                                                                              | 13.1%  |
| 제14회                              | 4월 9일   | 덕정령의 행방 徳政令の行方                              | 후쿠이 미츠히로 | 하치사키 신사 (蜂前神社, 시즈오카 현 하마마츠 시)                                                                | 12.9%  |
| 제15회                              | 4월 16일  | 여자 성주 대 여자 다이묘 おんな城主 対 おんな大名       | 후쿠이 미츠히로 | 류운지 (龍雲寺, 시즈오카 현 하마마쓰 시)                                                                         | 14.4%  |
| 제16회                              | 4월 23일  | 솜털의 초안 綿毛の案                                    | 후지나미 히데키 | 덴지쿠 신사 (天竹神社, 아이치 현 니시오시)                                                                       | 13.7%  |
| 제17회                              | 4월 30일  | 지워진 타네가 섬 消された種子島                         | 후지나미 히데키 | 렌게지 (蓮華寺, 시즈오카 현 모리정)                                                                              | 11.0%  |
| 제18회                              | 5월 7일   | 혹은 배신이라는 이름의 츠루 あるいは裏切りという名の鶴  | 후지나미 히데키 | 후타마타 성 (二俣城) 유적 (시즈오카 현 하마마쓰 시)                                                              | 14.3%  |
| 제19회                              | 5월 14일  | 죄와 벌 罪と罰                                          | 와타나베 카즈키 | 도코지 (東光寺, 야마나시현 고후시)                                                                               | 13.6%  |
| 제20회                              | 5월 21일  | 제3의 여자 第三の女                                     | 후지나미 히데키 | 마쓰오카 성 유적 (松岡城跡, 나가노 현 다카모리 정) 류몬지 (龍門寺, 나가노 현 이이다 시)                          | 14.5%  |
| 제21회                              | 5월 28일  | 주의 이름은 ぬしの名は                                  | 와타나베 카즈키 | 기가 관문 (気賀関所, 시즈오카 현 하마마쓰 시)                                                                    | 13.2%  |
| 제22회                              | 6월 4일   | 호랑이와 용 虎と龍                                      | 와타나베 카즈키 | 아키하산혼구아키하 신사 가미샤(秋葉山本宮秋葉神社上社, 시즈오카 현 하마마쓰 시)                                  | 12.1%  |
| 제23회                              | 6월 11일  | 도적은 두번 부처를 훔친다 盗賊は二度仏を盗む            | 후카가와 타카시 | 우리 성 유적 (宇利城跡, 아이치 현 신시로 시)                                                                     | 12.3%  |
| 제24회                              | 6월 18일  | 안녕 만이 인생인가? さよならだけが人生か？              | 후카가와 타카시 | 고쿄인 (光鏡院, 시즈오카 현 시즈오카 시) 쓰키야마 이나리 (築山稲荷, 아이치 현 오카자키 시)                       | 12.4%  |
| 제25회                              | 6월 25일  | 재목을 안고 날아라 材木を抱いて翔べ                     | 후지나미 히데키 | 미노부 길 기점 이정표 (시즈오카 현 시즈오카 시)                                                                  | 12.3%  |
| 제26회                              | 7월 2일   | 누구를 위해 성은 있다 誰がために城はある                | 와타나베 카즈키 | 호리에 성 유적 (堀江城跡, 시즈오카 현 하마마쓰 시)                                                               | 12.4%  |
| 제27회                              | 7월 9일   | 기가를 우리 손에 気賀を我が手に                         | 와타나베 카즈키 | 호리에 성 유적 (시즈오카 현 하마마쓰 시) 우쓰야마 성 유적(宇津山城跡, 시즈오카 현 고사이시)                      | 12.4%  |
| 제28회                              | 7월 16일  | 죽음의 공책 死の帳面                                    | 무라하시 나오키 | 호조 겐안의 저택 유적 (北条幻庵屋敷跡, 가나가와 현 오다와라시)                                                   | 12.0%  |
| 제29회                              | 7월 23일  | 여자들의 만가 女たちの挽歌                              | 후쿠이 미츠히로 | 류운지 (시즈오카 현 하마마쓰 시)                                                                                 | 11.9%  |
| 제30회                              | 7월 30일  | 반하게 받지 못한 자 潰されざる者                        | 후지나미 히데키 | 기요미즈데라 (清水寺, 시즈오카 현 후지에다시) 후지산혼구센겐 대사 (富士山本宮浅間大社, 시즈오카 현 후지노미야시) | 11.3%  |
| 제31회                              | 8월 6일   | 토라마츠의 목 虎松の首                                  | 후지나미 히데키 | 이이노야 성 유적 (시즈오카 현 하마마쓰 시)                                                                       | 10.6%  |
| 제32회                              | 8월 13일  | 부활의 불 復活の火                                      | 무라하시 나오키 | 노다 성 유적 (野田城跡, 아이치 현 신시로 시) 스가누마 타다히사의 공양탑(료탄지)(시즈오카 현 하마마쓰 시)         | 12.0%  |
| 제33회                              | 8월 20일  | 혐오스런 마사츠구의 일생 嫌われ政次の一生               | 와타나베 카즈키 | 전 오노 다지마모리의 공양탑 (伝 小野但馬守の供養塔, 시즈오카 현 하마마쓰 시)                                     | 12.4%  |
| 제34회                              | 8월 27일  | 숨겨진 항구의 류운마루 隠し港の龍雲丸                   | 와타나베 카즈키 | 고쿠몬나와테 (獄門畷, 시즈오카 현 하마마쓰 시)                                                                   | 11.2%  |
| 제35회                              | 9월 3일   | 소생사람들 蘇えりし者たち                               | 와타나베 카즈키 | 가케가와 성 (掛川城, 시즈오카 현 가케가와 시)                                                                    | 11.3%  |
| 제36회                              | 9월 10일  | 이이가 마지막 날 井伊家最後の日                         | 후쿠이 미츠히로 | 호라이지 (鳳来寺, 아이치 현 신시로 시)                                                                           | 12.1%  |
| 제37회                              | 9월 17일  | 다케다가 오고 밖으로 불을 발한다 武田が来たりて火を放つ | 후지나미 히데키 | 하마마쓰하치만구 (浜松八幡宮, 시즈오카 현 하마마쓰 시)                                                           | 13.3%  |
| 제38회                              | 9월 24일  | 이이와 함께 사라지다 井伊を共に去りぬ                   | 후지나미 히데키 | 에린지 (恵林寺, 야마나시 현 고슈시)                                                                              | 11.7%  |
| 제39회                              | 10월 1일  | 토라마츠의 야망 虎松の野望                              | 와타나베 카즈키 | 하마마쓰성 공원 (시즈오카 현 하마마쓰 시)                                                                        | 11.7%  |
| 제40회                              | 10월 8일  | 텐쇼의 짚신번 天正の草履番                              | 와타나베 카즈키 | 마쓰시타 저택터 유적 (松下屋敷跡, 시즈오카 현 하마마쓰 시) 미노와 성 유적 (箕輪城跡, 군마현 다카사키시)          | 11.6%  |
| 제41회                              | 10월 15일 | 이 현관의 구석에서 この玄関の片隅で                     | 안도 다이스케   | 혼쇼지 (本證寺, 아이치 현 안조시)                                                                                | 11.8%  |
| 제42회                              | 10월 22일 | 나가시노에 세우는 울타리 長篠に立てる柵                 | 후쿠이 미츠히로 | 시타라가하라 결전 장 (設楽原決戦場, 아이치 현 신시로 시)                                                         | 11.9%  |
| 제43회                              | 10월 29일 | 은상의 저편에 恩賞の彼方に                              | 후지나미 히데키 | 스와하라 성 유적 (諏訪原城跡, 시즈오카 현 시마다시)                                                              | 12.9%  |
| 제44회                              | 11월 5일  | 이이노야의 장미 井伊谷のばら                            | 후지나미 히데키 | 다나카 성 혼마루 유적 (田中城本丸跡, 시즈오카 현 후지에다시)                                                     | 11.4%  |
| 제45회                              | 11월 12일 | 마왕의 희생 魔王のいけにえ                              | 후카가와 타카시 | 다이센지 (大泉寺, 아이치 현 오카자키 시) 사카베 성 유적 (坂部城跡, 아이치 현 아구이정)                           | 10.7%  |
| 제46회                              | 11월 19일 | 악녀 대해 悪女について                                  | 와타나베 카즈키 | 세이류지 (清瀧寺, 시즈오카 현 하마마쓰 시)                                                                       | 12.0%  |
| 제47회                              | 11월 26일 | 결전은 다카텐진 決戦は高天神                            | 와타나베 카즈키 | 다카텐진 성 유적 (高天神城, 가라메테문, 搦手門) (시즈오카 현 가케가와 시)                                        | 11.3%  |
| 제48회                              | 12월 3일  | 노부나가, 하마마쓰가 온해도 요 信長、浜松来たいってよ   | 후쿠이 미츠히로 | 후지산혼구센겐 대사 (富士山本宮浅間大社, 시즈오카 현 후지노미야 시) 하마마쓰 성 공원 (시즈오카 현 하마마쓰 시)   | 11.9%  |
| 제49회                              | 12월 10일 | 혼노지가 이상했다 本能寺が変                            | 후지나미 히데키 | 오가와 성 유적 (小川城, 시가 현 고카시) 도쿠에이지 (徳永寺, 미에현 이가시)                                       | 12.0%  |
| 제50회                              | 12월 17일 | 돌을 잇는 사람 石を継ぐ者                               | 와타나베 카즈키 | 시가 현 히코네 시 시즈오카 현 하마마쓰                                                                           | 12.5%  |
| (시청률조사 : 간토 지방 비디오서치) |           |                                                         |                 | |        |

## 같이 보기
- 센고쿠 시대